# Фабрис Ондоа
Джозеф Фабрис Ондоа Ебого (на френски: Joseph Fabrice Ondoa Ebogo) е камерунски футболист, вратар, който играе за РФШ.

## Кариера
Роден в Яунде, Ондоа се присъединява към академията на Барселона през 2009 г., на 13 години, след като преди това тренира в академията на Самюел Ето'о. Преминава през всички юношески гарнитури на клуба и подписва с каталунците до 2017 г. през 2014 г.
През юни 2014 г. Ондоа преминава в резервите в Сегунда дивисион. Той обаче е използван само като резерва на Адриан Ортола по време на кампанията.
На 7 януари 2016 г. Ондоа подписва за три години и половина договор с Химнастик де Тарагона, след като прекратява договора си с Барселона.
На 17 август 2016 г. Ондоа е даден под наем на резервния отбор на Севиля – Севиля „Б“. Прави професионалния си клубен дебют на 18 март 2017 г. при победата с 2:1 над Реал Сарагоса.
На 11 май 2017 г. Ондоа подписва с андалусийците до 2020 г., когато клубът упражнява клаузата му за закупуване.
На 28 юни 2024 г. Ондоа подписва с латвийския клуб РФШ.

## Личен живот
Неговият братовчед, Андре Онана също е вратар.

## Отличия

### Отборни
Барселона
- Младежка лига на УЕФА: 2013/14[9]

Ауда
- Купа на Латвия: 2022

### Международни
Камерун
- Купа на африканските нации: 2017

### Индивидуални
- Купа на африканските нации отбор на турнира: 2017